# Thomas Hoyer

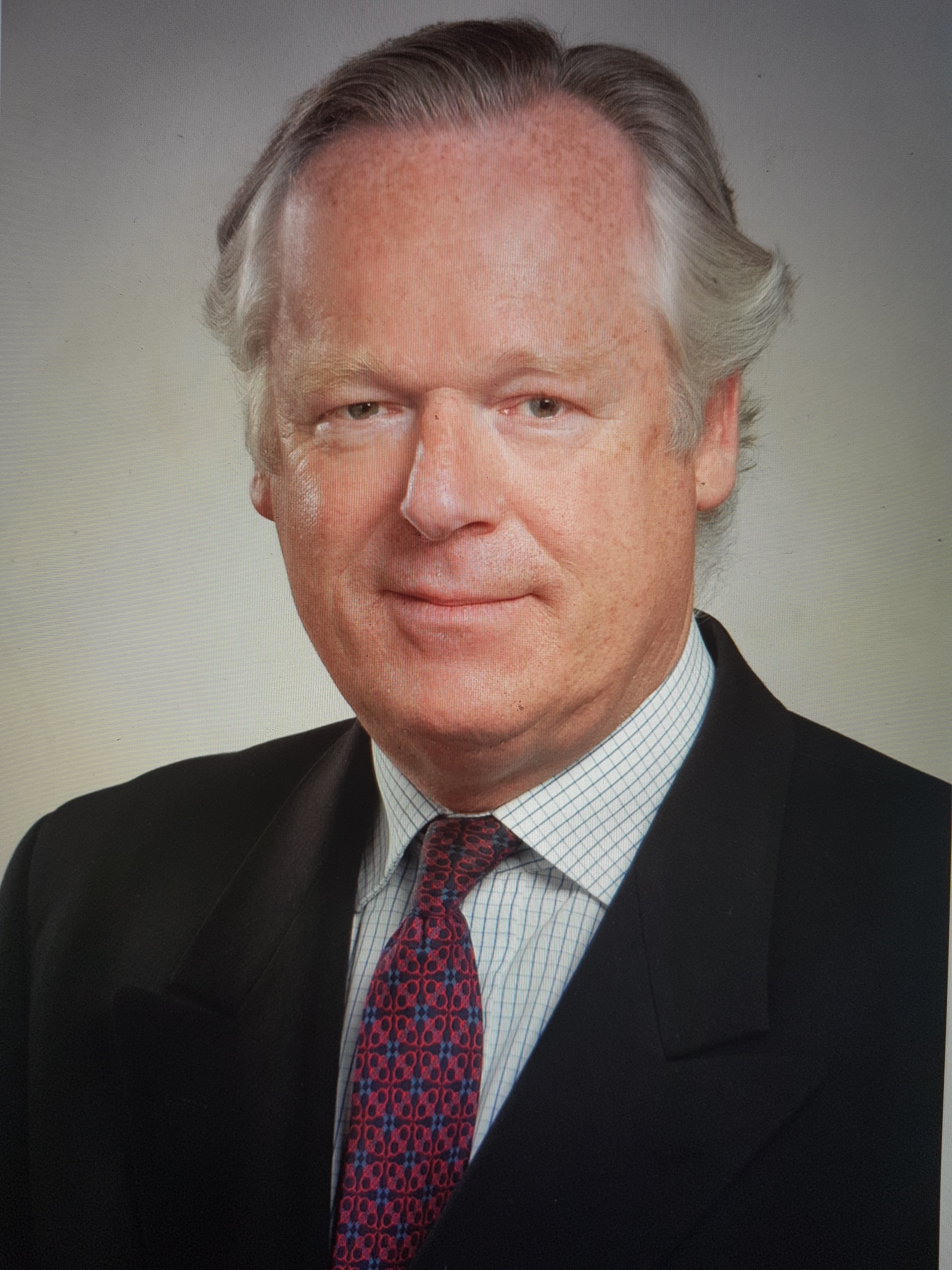
Thomas Hoyer

Thomas R. J. Hoyer (* 1. Dezember 1950 in Hamburg) ist ein deutscher Unternehmer.

## Leben und beruflicher Werdegang
Hoyer ist Sohn von Walter Bruno Hoyer (* 13. Februar 1915 in Hamburg; † 17. Dezember 2002) und Frieda Hoyer, geb. Lemayr, (* 13. Januar 1916 in Kaltern/Südtirol; † 11. November 2011) und hat drei Schwestern. Seine Kindheit verbrachte er in Hamburg. 1970 legte er sein humanistisches Abitur am Matthias-Claudius-Gymnasium ab und absolvierte im Anschluss seinen Wehrdienst in Flensburg, den er als Offizier der Reserve beendete. Von 1972 bis 1976 studierte Thomas Hoyer an der Hochschule St. Gallen mit Abschluss lic.oec. HSG. Vielseitige Praxiserfahrung sammelte er in dieser Zeit schon während diverser Sommerpraktika in befreundeten Unternehmen. Vertieft wurde sie ab 1977 während seiner Lehre bei Kühne & Nagel in Hamburg, die er mit einem Kaufmannsgehilfenbrief der Handelskammer Hamburg abschloss. Erste internationale Erfahrungen kamen 1978 während eines Arbeitsaufenthaltes bei Mason & Dixon Tanklines, Kingsport / Tennessee (USA) und 1979 während eines Arbeitsaufenthaltes bei Brambles Bulk Haulage, Sydney (Australien) hinzu. 1980 erfolgte dann der offizielle Einstieg bei HOYER als Prokurist. 1991 folgte er seinem Vater, dem Firmengründer Walter Bruno Hoyer, als Geschäftsführer nach und realisierte die starke Expansion des Unternehmens und den Ausbau des Geschäfts im Ausland und in Übersee, die wesentlich auf der Vernetzung unterschiedlicher Logistikdienstleistungen beruhten.
Thomas Hoyer war über 20 Jahre lang auch Sprecher der Geschäftsführung. Seit 2007 ist er Chairman (Vorsitzender des Beirates) der HOYER Group.

## Persönliches
Thomas Hoyer ist verheiratet mit Penelope Hoyer, geborene Loneragan, und hat zwei Töchter. Neben seinem Engagement für die HOYER Group ist er passionierter Jäger, liebt die Natur und interessiert sich für Politik und Geschichte sowie für Gemälde des 18. und 19. Jahrhunderts.

## Ehemalige und aktuelle Ehrenämter
- Mitglied des Verwaltungsrates der Hupac SA, Chiasso/Schweiz
- Mitglied des Verwaltungsrates der Kombiverkehr KG, Frankfurt
- Vorstand Verein Hamburger Spediteure, Hamburg
- 12 Jahre im Vorstand Versammlung eines Ehrbaren Kaufmanns zu Hamburg
- bis 2016 diverse Positionen bei der Handelskammer Hamburg
- Kuratorium Der Übersee-Club, Hamburg
- Kuratorium Anglo-German Club, Hamburg
- diverse Beiratsämter in Banken und Logistikunternehmen
- Präsident/Vorstand der Deutsch-Niederländischen Handelskammer, Den Haag/Niederlande
- Governance Kodex für Familienunternehmen (Die Familienunternehmer) INTES
- Foreign Director National Tank Truck Carriers Inc., Washington DC/USA
- Vorstandsmitglied Logistics Committee European Petro Chemical Association (EPCA), Brüssel
- Vorsitzender des Vereins der Schweißhundstation Schaalsee e. V.
- Vorstand der Verkehrswacht e. V. Hamburg
- Chef des Magdeburgischen Husarenregiments Nr. 10 Garnison Stendal i. Tr. (Traditionsverein Preußische Kavallerie-Regimenter Arensberg i. d. Altmark e. V.)

## Auszeichnungen
Im September 2018 erhielt Thomas R. J. Hoyer den Hamburger Gründerpreis für sein Lebenswerk, den ihm der Hamburger Bürgermeister Peter Tschentscher überreichte.